# Runewijs
Runewijs (Engels: Roonwit) is een personage uit Het laatste gevecht van De Kronieken van Narnia door C.S. Lewis.
Runewijs is een centaur en een van de raadgevers van koning Tirian. Hij is een ziener, die de sterren bestudeert en daaruit de toekomst voorspelt. Hij is een centaur met goudblond haar en kastanjebruine flanken en een diepe stem.
Als Tirian zit te mijmeren over de geruchten van de terugkeer van Aslan komt Runewijs aandraven, die de hoop van de koning de grond in boort. In de sterren heeft hij alleen negatief nieuws gelezen. Als in het Lantarenwoud Sprekende Bomen worden vermoord wil Tirian daar gelijk op af, maar Runewijs raadt hem aan voorzichtig te doen.
De koning geeft Runewijs de opdracht om in Cair Paravel een leger te gaan halen, terwijl hij zelf naar het Lantarenwoud gaat. Bij het halen van het leger wordt Runewijs door de Calormeners vermoord. Zijn laatste advies aan de koning was, overgebracht door Scherpzicht, dat "een eervolle dood een kostbare schat is." Runewijs komt ook in het nieuwe Narnia, waar hij altijd mag blijven. Hij is ook de eerste die hun de weg naar het westen, dus naar de tuin ten westen van Narnia wijst.